# Háj (Třeština)
Háj (německy Heu) je osada a základní sídelní jednotka obce Třeština v okrese Šumperk. Nachází se u břehu řeky Moravy, asi 7 km severozápadně od Úsova a stejnou vzdálenost severovýchodně od centra Mohelnice.
V Háji se nachází vodní elektrárna, která byla postavena v roce 1922 a v roce 2008 byla prohlášena za národní kulturní památku. Dále se zde nachází tři půjčovny lodí, penzion Vila Háj a jezdectví Horses Háj. Je zde registrováno osm čísel popisných: 41, 42, 44, 71, 72, 93, 116 a 140. Hájem prochází silnice III/31540.